# Baronía de Maldá y Maldanell

Escudo del municipio de Maldá en la provincia de Lérida.

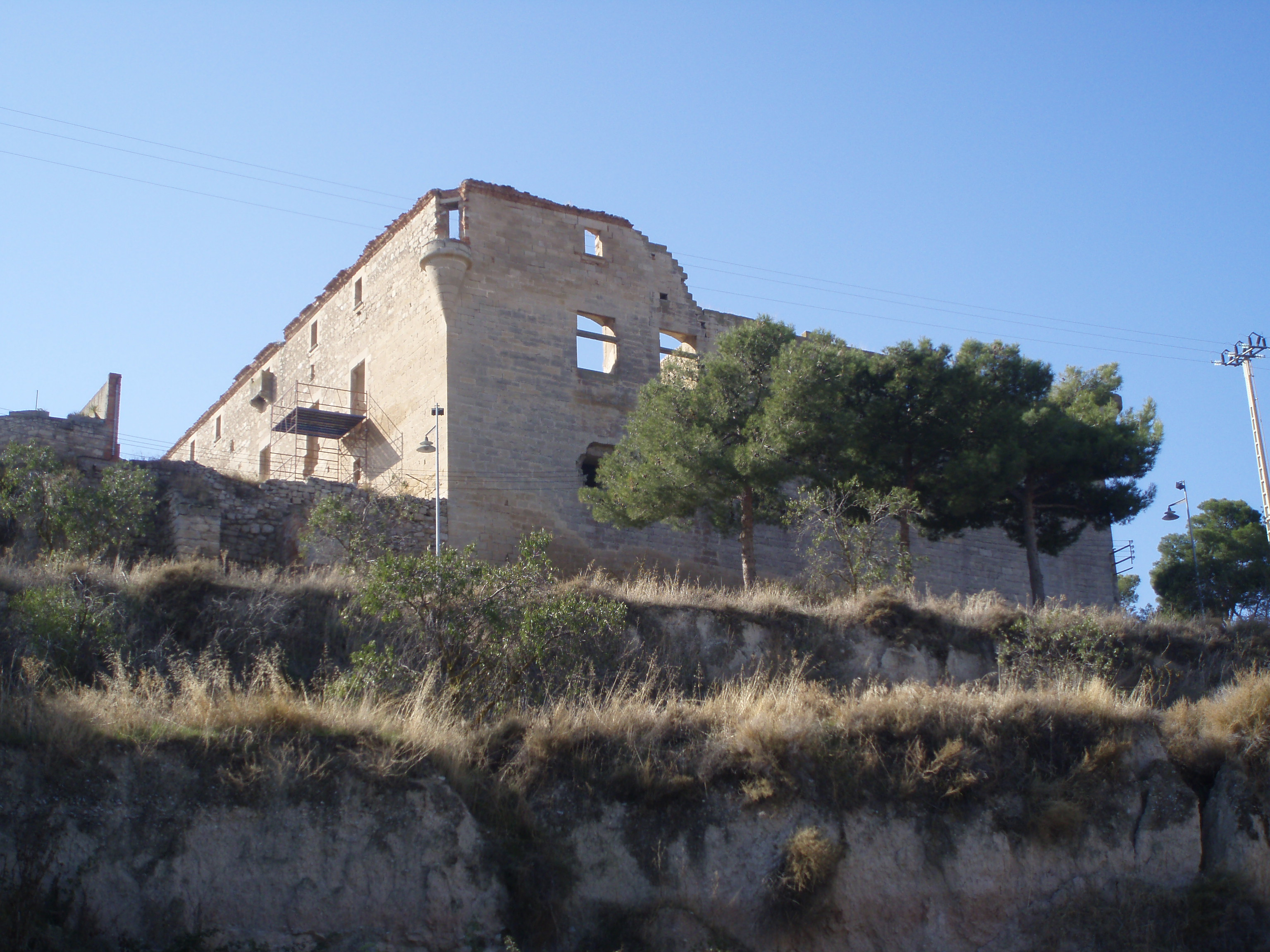
Castillo de Maldá, propiedad del barón de Maldá y Maldanell

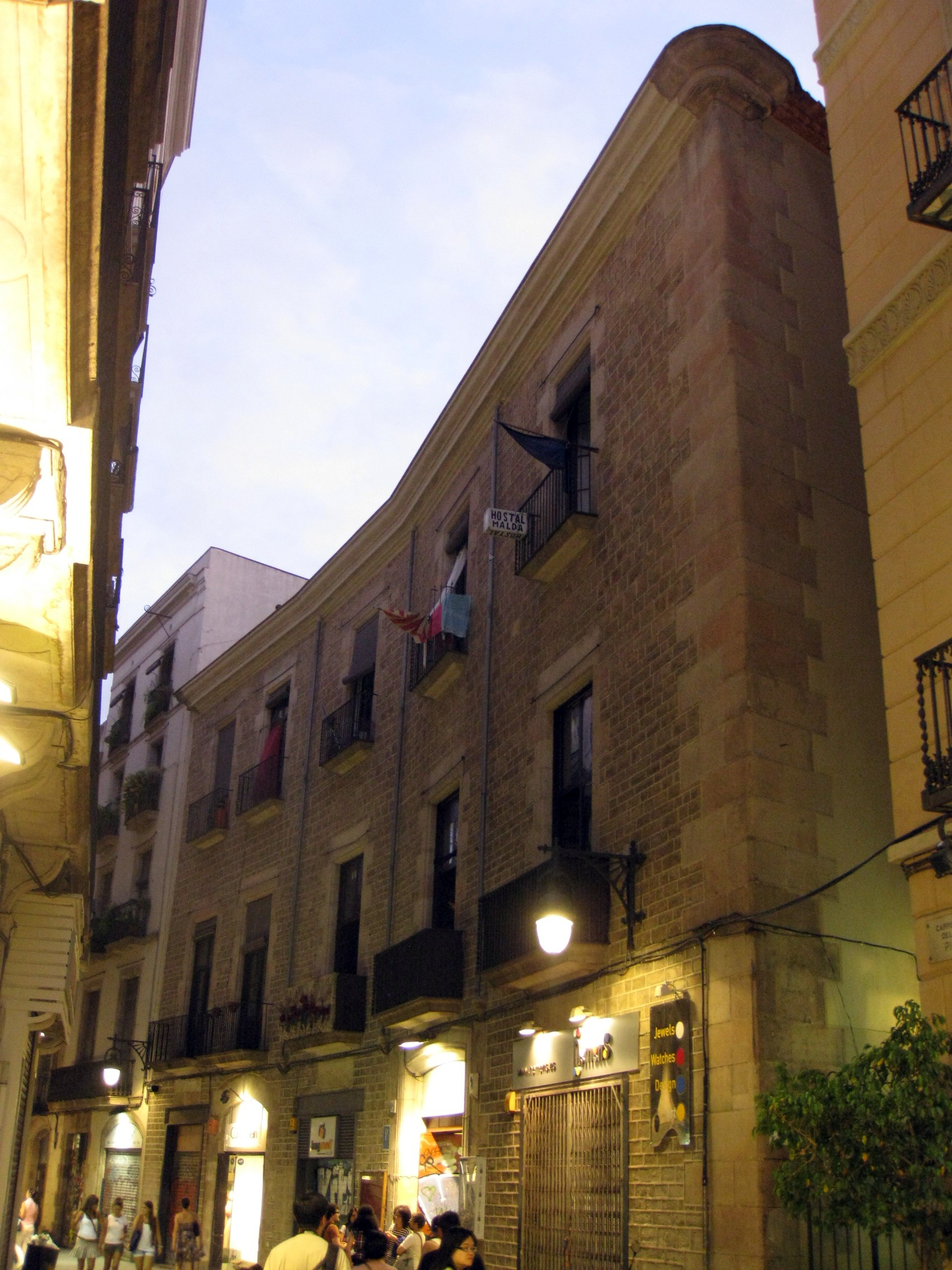
El Palacio Maldá, en la calle del Pino, (Barrio Gótico de Barcelona).

La baronía de Maldá y Maldanell (conocida popularmente como baronía de Maldá) es un título nobiliario español creado el 23 de septiembre de 1766 por el rey Carlos III a favor de Rafael de Amat y de Cortada, hijo de María Teresa de Cortada y de Sentjustí, propietaria de la "baronía de Maldá y Maldanell", antiguo señorío jurisdiccional de la casa Cortada.
Su denominación hace referencia al municipio de Maldá (oficialmente y en catalán Maldà), municipio español situado en la provincia de Lérida, perteneciente a la comarca de Urgel, en la comunidad autónoma de Cataluña.

## Barones de Maldá y Maldanell
|                         | Titular                                | Periodo                 |
| Creación por Carlos III | Creación por Carlos III                | Creación por Carlos III |
| ----------------------- | -------------------------------------- | ----------------------- |
| I                       | Rafael de Amat y de Cortada            | 1766 - 1819             |
| II                      | Rafael de Amat y de Amat               |                         |
| III                     | Cayetano de Amat y de Amat             | ? - 1863                |
| IV                      | Cayetano María de Amat y de Amat       | 1863 - 1868             |
| V                       | José de Cárcer y de Amat               |                         |
| VI                      | María Dolores de Cárcer y de Ros       | ? - 1939                |
| VII                     | Salvador de Vilallonga y de Cárcer     | 1940 - 1974             |
| VIII                    | Alfonso de Vilallonga y Cabeza de Vaca | 1979- 1997              |
| IX                      | Alfonso de Vilallonga y Serra          | 1998- actualidad        |

## Historia de los Barones de Maldá y Maldanell
- Rafael de Amat y de Cortada (1746-1819), i barón de Maldá y Maldanell. 
  - Casó con María Esperanza de Amat y de Rocabertí, prima suya e hija pequeña del ii marqués de Castellbell. Le sucedió su hijo primogénito:
- Rafael de Amat y de Amat, ii barón de Maldá y Maldanell.

Sin descendientes. Le sucedió su hermano:
- Cayetano de Amat y de Amat (? - 1863), iii barón de Maldá y Maldanell.

Sin descendientes. Le sucedió su sobrino, hijo de su hermana Escolástica de Amat y Amat (esposa de Manuel de Amat y de Peguera):
- Cayetano María de Amat y de Amat (1803 - 1868), iv barón de Maldá y Maldanell, v marqués de Castellbell, v marqués de Castellmeyá, barón de Castellar.

Sin descendientes. Le sucedió su sobrino:
- José de Cárcer y de Amat, v barón de Maldá y Maldanell.

Le sucedió su hija:
- María Dolores de Cárcer y de Ros (1867-1939), vi baronesa de Maldá y Maldanell, vii marquesa de Castellbell, grande de España y viii marquesa de Castellmeyá. Casó con Luis de Vilallonga y Sentmenat, barón de Segur. Le sucedió su hijo:
- Salvador de Vilallonga y de Cárcer (1891-1974), vii barón de Maldá y Maldanell, viii marqués de Castellbell, viii marqués de Castellmeyá, ii barón de Segur, gentilhombre grande de España con ejercicio y servidumbre del rey Alfonso XIII.
  - Casó con María del Carmen Cabeza de Vaca y Carvajal, hija de Vicente Cabeza de Vaca y Fernández de Córdoba, vi marqués de Portago y de Ángela Carvajal y Jiménez de Molina, xi condesa de la Mejorada. En el marquesado de Castellmeyá, le sucedió su hija María Antonia. En el marquesado de Castellbell le sucedió su hijo José Luis de Vilallonga. En la baronía de Maldá y Maldanell y en la baronía de Segur le sucedió su hijo:
- Alfonso Salvador de Vilallonga y Cabeza de Vaca (1927-1997), viii barón de Maldá y Maldanell, iii barón de Segur.
  - Casó con Concepción Serra y Ramoneda. Le sucedió su hijo:
- Alfonso de Vilallonga y Serra (n. en 1960), ix barón de Maldá y Maldanell, iv barón de Segur.